# Pietro Negrisolo
Pietro Negrisolo (Nove, 1813 – Vicenza, 1890) è stato un incisore italiano.

## Biografia
Dopo aver aiutato il padre pittore, che gli insegna i primi rudimenti di pittura, ed averlo seguito in varie città italiane, nel 1858 diventa insegnante di disegno presso la Società di Mutuo Soccorso di Vicenza e nel 1861 va ad insegnare presso la Scuola di Disegno e Plastica dell’Accademia Olimpica, appena fondata. Qui entra però in contrasto artistico con il cofondatore architetto Antonio Caregaro Negrin, diatriba che nel 1885 causerà le dimissioni dell'architetto dalla presidenza della scuola. Muore a Vicenza nel 1890.